# دشت و آبشار دریوک
دشت و آبشار دریوک یکی از مناطق طبیعی ایران است که در مازندران، آمل، نمارستاق قرار دارد یک دشت وسیع و با آبشاری بلند و کشیده با سنگ لاخهایی سخت که بلندترین آبشار زمینی ایران است طبیعتی زیبا برای گردشگران و کوه‌نوردان است. آبادی زیبای نمار، هم که در بالا دست این منطقه قرار دارد دارای مناطق دیدنی زیادی همچون آبشار و دشت سرسبز دریوک، چشمه‌های آب معدنی و چهل چشمه و چشمه لهرا و دشت سفید است. از دیگر منابع طبیعی این منطقه دشت بالایی و پایه کوهای آن است.
آبشار دریوک که در نزدیکی کوه دماوند قرار دارد از مهم‌ترین ییلاق‌های البرز محسوب می‌شود و همچنین بلندترین آبشار زمینی ایران با ارتفاع بیش از ۱۰۰ متر است.